# Église de la Sainte-Croix de Kremsmünster
Pour les articles homonymes, voir Église de la Sainte-Croix.
L'église de la Sainte-Croix (Wallfahrtskirche Heiligenkreuz) est une église de pèlerinage de style baroque située à quatre kilomètres de l'abbaye de Kremsmünster, dont elle dépendait, en Haute-Autriche.
L'église fait 37 mètres de long, sur 14 mètres de large et 15 mètres de haut.

## Histoire
Le jour de Pâques 1682, un fermier des environs, Hans Adamsmayr, révéla qu'il avait vu en songe une statue de saint Florian et un tronc des pauvres sur son champ qui était à l'emplacement d'une ancienne église dédiée au saint soldat, patron de Linz. Ses voisins avaient vu d'étranges lumières dans la nuit précédant Pâques autour de sa maison. Adamsmayr se rendit auprès du juge de paix de Kremsmünster, Benedikt Finsterwalder, pour lui confier sa promesse d'édifier une statue et de placer un tronc pour les pauvres à cet endroit. Dès lors une centaine de pèlerins vinrent chaque jour y prier.
L'abbé de Kremsmünster se saisit de l'affaire et se rend auprès de l'évêque de Passau pour y faire édifier une chapelle. On construit une chapelle de bois en 1683 et deux ans plus tard, l'abbé Erenbert II Schreyvogl (1669-1703) réunit des fonds pour la construction d'une église de pierre. Il décide que l'église sera vouée à protéger les habitants du péril de la guerre contre les Turcs qui menaçaient l'Autriche, ainsi que des épidémies de peste.
L'édification de l'église commence en 1687 d'après les plans de Carlo Antonio Carlone qui commençait une carrière de rebâtisseur des abbayes de la région. La première Messe est dite le 16 février 1693 et après une interruption l'aménagement se poursuit à partir de 1700. Les cloches sont bénites en 1702 et le maître-autel de Johann Bader terminé en 1706. Johann Kutter y installe un splendide croix et des ornements dorés en 1711. L'église est consacrée le 5 septembre 1715 en l'honneur de la Sainte-Croix. L'intérieur est richement orné de stuc et de fresques décrivant la vie de saint Florian et de saint Léonard, ainsi que de fresques représentant la Nativité et la Crucifixion de Jésus.
Toutefois, les idées du despotisme éclairé issues des "Lumières" des philosophes français, inspirent à l'empereur Joseph II de l'hostilité contre les congrégations et l'église cesse de dépendre de l'abbaye en 1786, et doit fermer, mais seulement pour un temps.
L'église est restaurée entre 1979 et 1986 et ses grilles en 1996. La statue de saint Sébastien est replacée près du chœur et le maître-autel restauré en 2002. La statue votive sur sa petite colonne est en évidence dans le transept droit.
Aujourd'hui, l'église sert pour les baptêmes, les mariages et les funérailles, ainsi que pour des pèlerinages locaux. Ceux en l'honneur de Notre-Dame de Fátima ont été lancés en 1945 (l'Autriche était alors divisée en zones d'occupation, dont une zone soviétique) et ont lieu entre mai et octobre tous les 13 du mois.

## Galerie

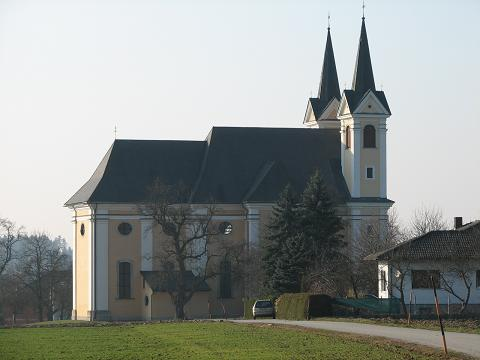
Vue de l'église, côté ouest
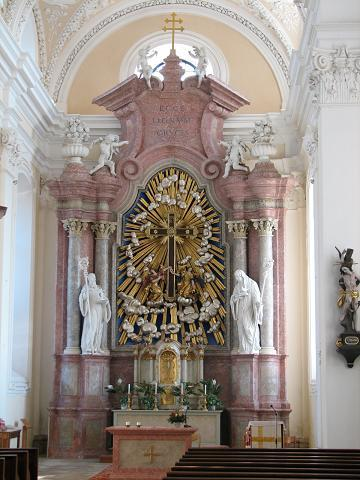
Le maître-autel
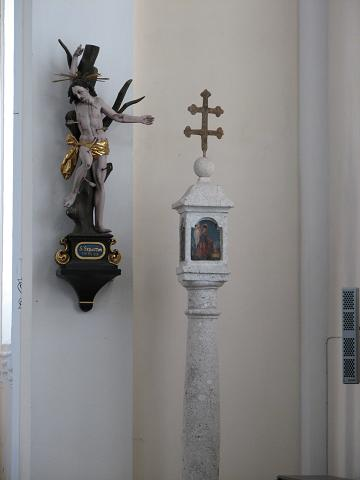
Statue de saint Sébastien et colonne votive de 1682
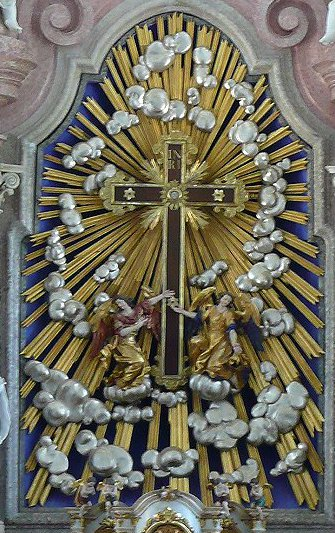
Croix au-dessus du maître-autel (1711)